# Mariareuterella lyudmilae
Mariareuterella lyudmilae är en plattmaskart som först beskrevs av Timoshkin 2004.  Mariareuterella lyudmilae ingår i släktet Mariareuterella, och familjen Rhynchokarlingiidae. Den lever i Bajkalsjön.